# Gimnur nan
El gimnur nan (Hylomys parvus) és un gimnur que només viu al Mont Kerinci de Sumatra (Indonèsia). És classificat per la Unió Internacional per la Conservació de la Natura com a espècie en perill greu a causa del seu reduït àmbit de distribució.
Fou descrit com a tàxon distint per primer cop el 1916, però no se'l considerà una espècie valida fins que se l'examinà amb més detall el 1994.
És un animal petit que només mesura 10-13 cm i que fa pudor, especialment quan se sent amenaçat. Té una longevitat mitjana de dos anys i el període de gestació dura 30-35 dies.